# سیارک ۲۰۸۱
سیارک ۲۰۸۱ (به انگلیسی: 2081 Sazava، نامگذاری:1976DH) دو هزار و هشتاد و یکمین سیارک کشف شده‌است که در ۲۷ فوریه ۱۹۷۶ کشف شد.
قدر مطلق سیارک برابر ۱۲٫۱۴ است.